# Steinbrink (Diepenau)
Steinbrink ist ein Ortsteil des Fleckens Diepenau in der Samtgemeinde Uchte im niedersächsischen Landkreis Nienburg/Weser.

## Geografie

### Lage
Steinbrink liegt in der südwestlichen Ecke des Landkreises Nienburg/Weser. Die Grenze zum Bundesland Nordrhein-Westfalen ist nach Westen hin 2 km entfernt.
Die Steinbrinker-Ströhener Masch, ein 255 Hektar großes Naturschutzgebiet im Flecken Diepenau und in der Gemeinde Wagenfeld im Landkreis Diepholz, liegt 3 km nordöstlich von Steinbrink.

## Geschichte
Am 1. März 1974 wurde Steinbrink in den Flecken Diepenau eingegliedert.

## Infrastruktur
Im Flecken Diepenau gibt es das Kirchspiel Essern-Steinbrink-Nordel.

### Verkehr

#### Straßen
Durch den Ort führt die Landesstraße 343 von Wagenfeld nach Diepenau.